# Andrea Busiri Vici
Andrea Busiri Vici (* 7. Januar 1818 in Rom; † 12. November 1911 ebenda) war ein italienischer Architekt und Lehrer an der Scuola Ingegneri-Architetti in Rom. Er stammte aus einer der ältesten Architektenfamilien Roms. Zu seines Vorfahren gehören der französische Architekt Jean Beausire und der Schüler Vanvitellis Andrea Vici.

## Leben
Andrea Busiri Vici war erster Architekt und Baumeister der Dombauhütte von St. Peter sowie Architekt Pius’ IX. Von Busiri Vici stammt die Planung für das römische quartiere Mastai, ein Stadtviertel in Trastevere. Ferner war er offizieller Architekt der römischen Patrizierfamilie Doria-Pamphilij und der Propaganda Fide, außerdem Vorsitzender der Accademia di San Luca und Lehrstuhlinhaber an der Scuola Ingegneri-Architetti. Zu seinen zahlreichen Arbeiten gehören Restaurierungs- und Umgestaltungsarbeiten an der Sant’Agnese-Kirche in der Via Nomentana, Sant’Agnese in Agone, Lateranbasilika (San Giovanni in Laterano), Santa Maria Maggiore und San Lorenzo in Lucina und außerdem am Palazzo Pamphilj an der Piazza Navona und an der Villa Doria Pamphilj. 1871 lieferte er einen Entwurf zu einer klassizistischen Gestaltung der Fassade von Santa Costanza (nicht ausgeführt).